# Erdgas Mehrkampf-Meeting Ratingen 2016
Erdgas Mehrkampf-Meeting Ratingen 2016 – 20. edycja mityngu lekkoatletycznego w konkurencjach wielobojowych rozegrany 25 i 26 czerwca w niemieckim Ratingen. Zawody były szóstą odsłoną cyklu IAAF World Combined Events Challenge w sezonie 2016.

## Rezultaty
| Konkurencja:           | 1. miejsce         | Rezultat  | 2. miejsce      | Rezultat  | 3. miejsce     | Rezultat  |
| Dziesięciobój mężczyzn | Arthur Abele       | 8605 pkt. | Kai Kazmirek    | 8323 pkt. | Pelle Rietveld | 7659 pkt. |
| Siedmiobój kobiet      | Jessica Ennis-Hill | 6733 pkt. | Carolin Schäfer | 6476 pkt. | Jennifer Oeser | 6058 pkt. |